# Dannstadt-Schauernheim
Dannstadt-Schauernheim est une commune allemande, située dans le Palatinat.

## Administration

### Jumelage
Commune jumelée avec Bétheny (région Champagne) depuis 2006[réf. souhaitée].